# Christian Steiner (Eiskunstläufer)

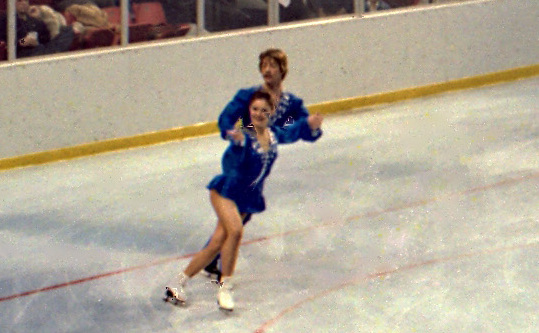
Henriette Fröschl und Christian Steiner, Lake Placid 1980

Christian Steiner (* 26. November 1960; † 1. Februar 2025) war ein deutscher Eistänzer.
Christian Steiner startete für den Münchener EV und war zusammen mit Henriette Fröschl erfolgreich im Eistanz. Fröschl/Steiner wurden Deutscher Meister im Eistanz in Dortmund (1978), Herne (1979) und Garmisch-Partenkirchen (1980). Mit den Trainern Angelika Buck und Roy Callaway nahmen sie 1978 bis 1980 an den Europameisterschaften und Weltmeisterschaften teil. Sie waren Teilnehmer an den Olympischen Winterspielen 1980 in Lake Placid (10. Platz).
Christian Steiner starb im Februar 2025 in München im Alter von 64 Jahren.